# Morti nel 1586
| Questa pagina contiene informazioni ricavate automaticamente dalle voci biografiche con l'ausilio del template Bio e di un bot. L'aggiornamento è periodico e automatico e ricostruisce completamente la pagina. Se manca una persona in questa lista, sei pregato di non aggiungerla, ma accertati piuttosto che la sua voce biografica contenga il template Bio e che i dati anagrafici siano correttamente compilati. Se il template Bio manca, inseriscilo tu stesso o, in alternativa, metti l'avviso {{tmp\|Bio}} che ne segnala la mancanza. Se i dati riportati sono sbagliati, correggi direttamente la voce biografica; le modifiche saranno visibili in questa lista entro pochi giorni. Per chiarimenti vedi il progetto biografie. La lista contiene solo le 87 persone che sono citate nell'enciclopedia e per le quali è stato implementato correttamente il template Bio. Pagina aggiornata al 26 giu 2025. |

## Gennaio(4)
- 13 gennaio - Francesco Adorno, gesuita e scrittore italiano (n. 1533)
- 18 gennaio - Margherita d'Austria, nobildonna (n. 1522)
- 25 gennaio - Lucas Cranach il Giovane, pittore e incisore tedesco (n. 1515)
- 26 gennaio - Cunegonda Jakobäa del Palatinato-Simmern, nobildonna tedesca (n. 1556)

## Febbraio(6)
- 10 febbraio - Zaccaria Fiorini, predicatore italiano (n. 1500)
- 11 febbraio - Augusto I di Sassonia, nobile (n. 1526)
- 11 febbraio - Elisabetta di Brunswick-Grubenhagen, nobildonna tedesca (n. 1550)
- 13 febbraio - Ferrante Gonzaga, nobile e condottiero italiano (n. 1544)
- 21 febbraio - Michele della Torre, cardinale e vescovo cattolico italiano (n. 1511)
- 24 febbraio - Isotta Brembati, nobildonna e poetessa italiana (n. 1533)

## Marzo(2)
- 25 marzo - Margaret Clitherow, inglese (n. 1556)
- 27 marzo - Maximilien Morillon, vescovo cattolico belga (n. 1517)

## Aprile(2)
- 8 aprile - Martin Chemnitz, teologo e religioso tedesco (n. 1522)
- 23 aprile - Nikita Romanovič Zachar'in-Jur'ev, nobile russo

## Maggio(5)
- 5 maggio - Henry Sidney, politico inglese (n. 1529)
- 7 maggio - Galeazzo Caracciolo, nobile italiano (n. 1517)
- 9 maggio - Luis de Morales, pittore spagnolo (n. 1509)
- 31 maggio - Antonio Agustín, giurista, teologo e storico spagnolo (n. 1517)
- 31 maggio - Giovan Giacomo Paleari Fratino, ingegnere italiano (n. 1520)

## Giugno(5)
- 1º giugno - Martín de Azpilcueta, economista, filosofo e teologo spagnolo (n. 1492)
- 2 giugno - Enrico d'Angoulême, duca francese (n. 1551)
- 9 giugno - Filippo Boncompagni, cardinale italiano (n. 1548)
- 20 giugno - Araki Murashige, militare giapponese (n. 1535)
- 28 giugno - Primož Trubar, religioso e scrittore sloveno (n. 1508)

## Luglio(1)
- 5 luglio - Ludwig Lavater, teologo svizzero (n. 1527)

## Agosto(3)
- 9 agosto - Mary Dudley, nobile inglese
- 22 agosto - Claudio Gonzaga, religioso italiano
- 25 agosto - Giovanni Battista Maganza, pittore e poeta italiano

## Settembre(8)
- 6 settembre - Giovanni XIV di Alessandria, vescovo cristiano orientale egiziano
- 10 settembre - Juan Montalvo, vescovo cattolico spagnolo
- 10 settembre - Takahashi Shigetane, militare giapponese (n. 1548)
- 18 settembre - Ottavio Farnese, duca italiano (n. 1524)
- 20 settembre - Anthony Babington, nobile inglese (n. 1561)
- 20 settembre - John Ballard, religioso inglese
- 21 settembre - Antoine Perrenot de Granvelle, cardinale e arcivescovo cattolico francese (n. 1517)
- 29 settembre - Pierdonato Cesi, cardinale italiano (n. 1522)

## Ottobre(10)
- 1º ottobre - Adolfo di Holstein-Gottorp, nobile (n. 1526)
- 8 ottobre - Michel Varro, giurista e fisico svizzero (n. 1542)
- 10 ottobre - Ignazio Danti, matematico, astronomo e vescovo cattolico italiano (n. 1536)
- 15 ottobre - Elisabetta di Danimarca, principessa danese (n. 1524)
- 16 ottobre - Giano Fregoso, vescovo cattolico italiano (n. 1537)
- 17 ottobre - Philip Sidney, poeta e militare britannico (n. 1554)
- 19 ottobre - Arcangelo Piccolomini, medico italiano (n. 1525)
- 21 ottobre - Takigawa Kazumasu, militare giapponese (n. 1525)
- 28 ottobre - Giovanni Günther I di Schwarzburg-Sondershausen, conte (n. 1532)
- 29 ottobre - Vincenzo Ercolani, vescovo cattolico italiano (n. 1517)

## Novembre(6)
- 3 novembre - Roberto d'Altemps, I duca di Gallese, nobile italiano (n. 1566)
- 8 novembre - John Spencer, politico e nobile inglese (n. 1524)
- 11 novembre - Maffio Venier, poeta e arcivescovo cattolico italiano (n. 1550)
- 17 novembre - Juan de Zúñiga y Requeséns, diplomatico e politico spagnolo (n. 1539)
- 24 novembre - Johann Leisentrit, presbitero tedesco (n. 1527)
- 26 novembre - Francesco Cantucci, vescovo cattolico italiano

## Dicembre(4)
- 6 dicembre - Gioacchino Ernesto di Anhalt, nobile tedesco (n. 1536)
- 12 dicembre - Stefano I Báthory, re ungherese (n. 1533)
- 25 dicembre - Kikkawa Motoharu, militare giapponese (n. 1530)
- 30 dicembre - Luigi d'Este, cardinale italiano (n. 1538)

## Senza giorno specificato(31)
- Pompilio Amaseo, umanista italiano (n. 1513)
- Giulio Cesare Brancaccio, militare, attore teatrale e basso italiano (n. 1515)
- Francesco Brina, pittore italiano (n. 1529)
- Cadeguala, nativo americano
- Gerolamo Chiavari, doge italiano (n. 1521)
- Giacomo Chizzola, diplomatico, agronomo e umanista italiano (n. 1502)
- Giovan Battista Cini, commediografo e scrittore italiano (n. 1528)
- Nicolas Colladon, presbitero francese
- Gerolamo De Franchi Toso, doge (n. 1522)
- Filippa Duci, nobildonna italiana (n. 1520)
- Violante Farnese, nobildonna italiana
- Fiammetta Frescobaldi, scrittrice e religiosa italiana (n. 1523)
- Paolo Giustiniani Moneglia, doge (n. 1506)
- Andrea Gonzaga, nobile italiano (n. 1539)
- Gregorio Hernández de Velasco, umanista, traduttore e presbitero spagnolo (n. 1525)
- Hashiba Hidekatsu, condottiero e militare giapponese (n. 1568)
- Vincenzo Anastagi, militare italiano (n. 1531)
- Maddalena di Savoia, duchessa (n. 1510)
- Octaviano Maggi, umanista italiano
- Nihonmatsu Yoshitsugu, militare giapponese (n. 1552)
- Cipriano Pallavicino, arcivescovo cattolico italiano (n. 1510)
- Costanza Rangoni, contessa Gozzadini, nobildonna italiana
- Renato II di Rohan, condottiero francese (n. 1550)
- Giovanni Paolo Rossetti, pittore italiano (n. 1519)
- Alberto Schiatti, architetto italiano
- Sriranga I, sovrano indiano
- Alfonsina Strozzi, nobildonna italiana
- Tamura Kiyoaki, militare giapponese
- Giovanni Battista Zanchi, militare, ingegnere e scrittore italiano (n. 1515)
- Niccolò d'Aragona, vescovo cattolico italiano
- Amalia di Jülich-Kleve-Berg, principessa tedesca (n. 1517)